# Mordella cristovallensis
Mordella cristovallensis là một loài bọ cánh cứng trong họ Mordellidae. Loài này được Montrouzier miêu tả khoa học năm 1855.